# アフガニスタンにおける死刑
アフガニスタンにおける死刑（アフガニスタンにおけるしけい）では、アフガニスタンにおける死刑について解説する。
ターリバーン政権崩壊後でも、イスラム法に基づく厳しい死刑制度を維持している国であり、死刑執行が行われている。なお、2021年8月にターリバーンがアメリカ軍撤退に伴う侵攻により全土掌握をしている。

## 概要
イラン・パキスタン同様イスラム共和国であり、イスラム教の棄教または改宗には死罪を適用するように主張した。更に勧善懲悪省などの制度もある。
イスラム教をキリスト教に改宗したドイツ人が、宗教裁判所で死刑と宣告されたが、アフガニスタン国内で亡命したという。
また、ターリバーンがアメリカ軍撤退に伴う侵攻の過程で、投降した当時のアフガニスタン政府兵の死刑執行を行っており、執行後に政府兵の装備品を略奪している。更には女性がジーンズを履いたこと及び全身を覆うブルカを着用しないことを理由に死刑執行もされている。更に、アメリカ軍や日本の国際協力機構に関わったアフガニスタン人に対して死刑宣告を行っており、ターリバーンによる記者会見で述べた内容と異なることを行っている。
現在でも以下の表のように、10人以上の死刑執行する年もあるが、年に数人の死刑執行が行われている。
また、公開処刑は2001年のターリバーン崩壊時から2021年のターリバーンの武力による全土掌握まで行われていなかったが、2021年9月26日には射殺した誘拐犯の遺体をクレーンで吊るし、見せしめのために街角にさらすといった行為が復活した。翌月の10月14日21時29分のtwitterで、タリバン政府より最高裁判所の命令がない限り、公開処刑と処刑後の遺体を絞首して吊るす行為は出来ないことが発表された。しかしながら、
「誘拐犯の場合、警察に渡さず現場で処罰する。」とターリバーン司令官が発言しており、司法に依らない処罰が依然あることが指摘されている。その後、2022年12月7日に復権後に初めて公開処刑がファラーのスポーツスタジアムで行われ、バラダル副首相やハッカニ内相らタリバンの最高幹部や市民ら数百人が観覧し、死刑囚（罪状：死刑執行の5年前にバイクと携帯電話を奪うため、男性被害者を殺害）の執行を被害者の父親によって行われ、死刑囚に父親が3発発砲した。また、執行前にタリバンの幹部から男性を許すよう被害者遺族へ懇願しているが、拒否されている。
その後も引き続き、銃殺刑による公開処刑が行われている。
現在でもサウジアラビアなどと同様、ディーヤの制度が残っている
| 2007 | 2008 | 2009 | 2010 | 2011 | 2012 | 2013 | 2014 | 2015 | 2016 |
| ---- | ---- | ---- | ---- | ---- | ---- | ---- | ---- | ---- | ---- |
| 15   | 17   | 0    | 0    | 2    | 14   | 2    | 6+   | 1    | 6    |
| 2017 | 2018 | 2019 | 2020 | 2021 | 2022 | 2023 | 2024 |      |      |
| 5    | 3+   | 0?   | 0    | 0+   | 1    | 1+   | 3+   |      |      |

- 表の「+」は、あくまでメディアで確認された執行数で、この数以上の執行された可能性があることを示し、「?」は、執行がなしであったか不明であることを示す。

## 死刑が適用される犯罪
- 背教罪
- 同性愛
  - 2001年のタリバーン政権崩壊以降、死刑執行されていない[22]。
- 姦通罪（ズィナー）
  - 石打ちなどによる死刑が行われている。実際に2005年春ごろに執行されている[23]。
- 麻薬
  - 麻薬密売人などが公開絞首刑に執行されていたことがあった。
- 殺人
  - パキスタン同様ディーヤという制度があり、遺族たちに賠償金を支払うと減刑されることがある。
- 飲酒
  - 死刑判決例は稀であるが、サウジアラビアやイランなどと同様、飲酒による罰則は厳しい

## 執行方法
- 絞首刑
- 石打ち
- 斬首刑
- 銃殺刑

## 死刑執行人
- 詳細不明